# Fahrenbach
Fahrenbach ist eine Gemeinde am Südostrand des Odenwalds.
Die Gemeinde liegt in Baden-Württemberg im Neckar-Odenwald-Kreis etwa neun Kilometer nördlich von Mosbach. Sie gehört zur europäischen Metropolregion Rhein-Neckar.

## Geografie

### Lage
Die zum Buntsandstein-Odenwald gehörige Gemarkungsfläche liegt auf 249–520 m ü. NN. Das Gemeindegebiet liegt im Naturpark Neckartal-Odenwald. Die Gemeinde Fahrenbach ist Mitglied im UNESCO Geopark Bergstraße-Odenwald.

### Gemeindegliederung
Die Gemeinde Fahrenbach besteht aus den ehemaligen Gemeinden Fahrenbach, Robern und Trienz.
- Zur früheren Gemeinde Fahrenbach gehören das Dorf Fahrenbach und die Häuser Im Trienzgrund.
- Zur ehemaligen Gemeinde Robern gehören das Dorf Robern und die Häuser Im Mühlengrund (Robernmühle).
- Zur ehemaligen Gemeinde Trienz gehört das Dorf Trienz.[2]

In den beiden ehemaligen Gemeinden Robern und Trienz sind Ortschaften im Sinne der baden-württembergischen Gemeindeordnung mit jeweils eigenem Ortschaftsrat und Ortsvorsteher als dessen Vorsitzender eingerichtet.

## Geschichte
Fahrenbach wurde erstmals 1306 urkundlich erwähnt. Es gehörte zunächst den Herren von Hirschhorn und kam über verschiedene Stationen schließlich zur Kurpfalz. Dort gehörte der Ort zum Oberamt Mosbach, mit dem es 1803 im Rahmen der Mediatisierung aufgrund des Reichsdeputationshauptschlusses an das Fürstentum Leiningen fiel. Als dieses durch die napoleonische Rheinbundakte aufgelöst wurde, kam Fahrenbach zum Großherzogtum Baden. 1939 wurden 636 Einwohner gezählt, Ende 1945 waren es 724.
Am 1. Januar 1975 wurde Robern nach Fahrenbach eingemeindet. Am 19. Juli 1975 wurde durch die Vereinigung der Gemeinden Fahrenbach und Trienz die heutige Gemeinde Fahrenbach gebildet.

### Ortsteile

#### Robern
Robern wurde erstmals 813 urkundlich erwähnt. Es gehörte zunächst den Herren von Zwingenberg und kam später an die Herren von Hirschhorn und teilte seither das Schicksal Fahrenbachs. 1939 wurden 379 Einwohner gezählt, Ende 1945 waren es 409.

#### Trienz
Trienz wurde 1395 erstmals im Amorbacher Klosterurbar erwähnt. 1939 wurden 501 Einwohner gezählt, Ende 1945 waren es 615.

## Religionen
Nachdem die Herren von Hirschhorn im 16. Jahrhundert die Reformation eingeführt hatten, wechselte die Konfession der Einwohner noch mehrfach durch Wechsel der Landesherrschaft. Heute gibt es sowohl eine evangelische wie auch eine römisch-katholische Gemeinde im Ort.

## Politik

### Verwaltungsgemeinschaft
Seit 1976 besteht die Verwaltungsgemeinschaft Limbach-Fahrenbach mit der Gemeinde Limbach.

### Gemeinderat
In Fahrenbach wird der Gemeinderat nach dem Verfahren der unechten Teilortswahl gewählt. Diese garantiert den Ortsteilen eine festgelegte Anzahl von Sitzen. Aus Fahrenbach kommen mindestens sechs, aus Robern und Trienz jeweils mindestens vier Gemeinderäte. Der Gemeinderat hat normalerweise 14 Mitglieder. Dabei kann sich die Zahl der Gemeinderäte durch Überhangmandate (Ausgleichssitze) verändern. 2024 besteht er aus 16 gewählten ehrenamtlichen Gemeinderäten und dem Bürgermeister als Vorsitzendem. Der Bürgermeister ist im Gemeinderat stimmberechtigt.
Die Kommunalwahl am 9. Juni 2024 führte zu folgendem Ergebnis.
| Parteien und Wählergemeinschaften | Parteien und Wählergemeinschaften           | % 2024  | Sitze 2024 | % 2019 | Sitze 2019 | Kommunalwahl 2024 %6050403020100 50,27 % (−0,33 %p)35,34 % (n. k. %p)14,39 % (+3,69 %p)n. k. % (−38,5 %p) BWGZMVGFACDU20192024 |
| BWG                               | Bürgerliche Wählergemeinschaft              | 50,27   | 8          | 50,6   | 8          | Kommunalwahl 2024 %6050403020100 50,27 % (−0,33 %p)35,34 % (n. k. %p)14,39 % (+3,69 %p)n. k. % (−38,5 %p) BWGZMVGFACDU20192024 |
| ZMV                               | Zusammenhalt, Mut, Veränderung              | 35,34   | 6          | –      | –          | Kommunalwahl 2024 %6050403020100 50,27 % (−0,33 %p)35,34 % (n. k. %p)14,39 % (+3,69 %p)n. k. % (−38,5 %p) BWGZMVGFACDU20192024 |
| GFA                               | Gemeinsam Für Alle                          | 14,39   | 2          | 10,7   | 2          | Kommunalwahl 2024 %6050403020100 50,27 % (−0,33 %p)35,34 % (n. k. %p)14,39 % (+3,69 %p)n. k. % (−38,5 %p) BWGZMVGFACDU20192024 |
| CDU                               | Christlich Demokratische Union Deutschlands | –       | –          | 38,5   | 6          | Kommunalwahl 2024 %6050403020100 50,27 % (−0,33 %p)35,34 % (n. k. %p)14,39 % (+3,69 %p)n. k. % (−38,5 %p) BWGZMVGFACDU20192024 |
| gesamt                            | gesamt                                      | 100,0   | 16         | 100,0  | 16         | Kommunalwahl 2024 %6050403020100 50,27 % (−0,33 %p)35,34 % (n. k. %p)14,39 % (+3,69 %p)n. k. % (−38,5 %p) BWGZMVGFACDU20192024 |
| Wahlbeteiligung                   | Wahlbeteiligung                             | 69,43 % | 69,43 %    | 68,4 % | 68,4 %     | Kommunalwahl 2024 %6050403020100 50,27 % (−0,33 %p)35,34 % (n. k. %p)14,39 % (+3,69 %p)n. k. % (−38,5 %p) BWGZMVGFACDU20192024 |

### Bürgermeister
Bürgermeister ist seit 2000 Jens Stefan Wittmann (CDU). Er wurde 2008, 2016 und 2024 mit jeweils über 90 Prozent der Stimmen wiedergewählt.

### Wappen
In Gold (Gelb) auf grünem Dreiberg ein roter Turm mit flachem Pyramidendach, vorkragendem Umgang und vier schwarzen Fenstern (2:2). – Das Wappen zeigt einen Limes-Wachturm. Der römische Grenzwall des Neckar-Odenwald-Limes verlief mitten durch Robern und dicht an Trienz vorbei.

### Gemeindepartnerschaften
Seit 1992 besteht die offizielle Gemeindepartnerschaft mit der Gemeinde Heiligengrabe in Brandenburg. Davor bereits seit den 70er Jahren Kontakte auf kirchlicher Ebene zwischen den beiden Gemeinden.

## Wirtschaft und Infrastruktur

### Verkehr

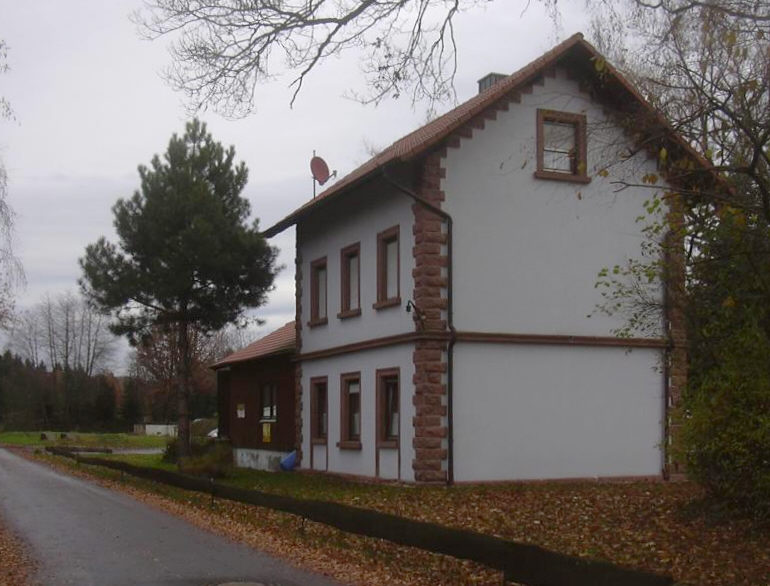
Ehemaliger Bahnhof in Fahrenbach

Die Schmalspurbahn von Mosbach nach Mudau wurde im Jahr 1973 stillgelegt.
Auf der Trasse wurde 1980 ein Radweg unter der Bezeichnung Wanderbahn eingerichtet. Hier verläuft auch der Odenwald-Madonnen-Radweg. Er führt durch den Odenwald, das Neckartal und die Rheinebene. Er beginnt in Tauberbischofsheim und führt über Walldürn, Mudau, Mosbach und Heidelberg nach Speyer.

### Bildungseinrichtungen
In Fahrenbach ist eine Grundschule vorhanden. Zusätzlich gibt es je einen kommunalen, evangelischen und römisch-katholischen Kindergarten.

## Kultur und Sehenswürdigkeiten

### Bauwerke

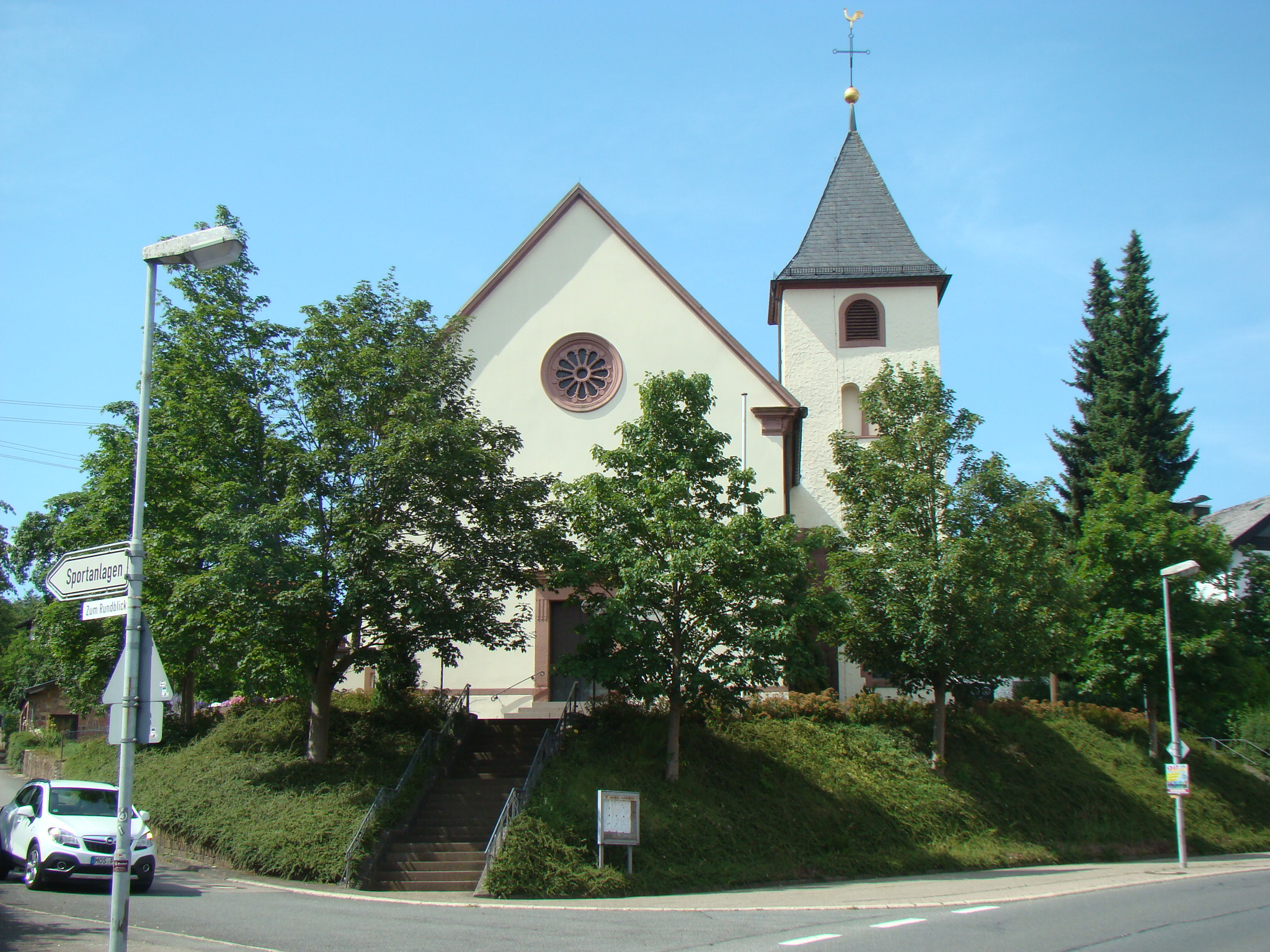
St. Jakobus in Fahrenbach

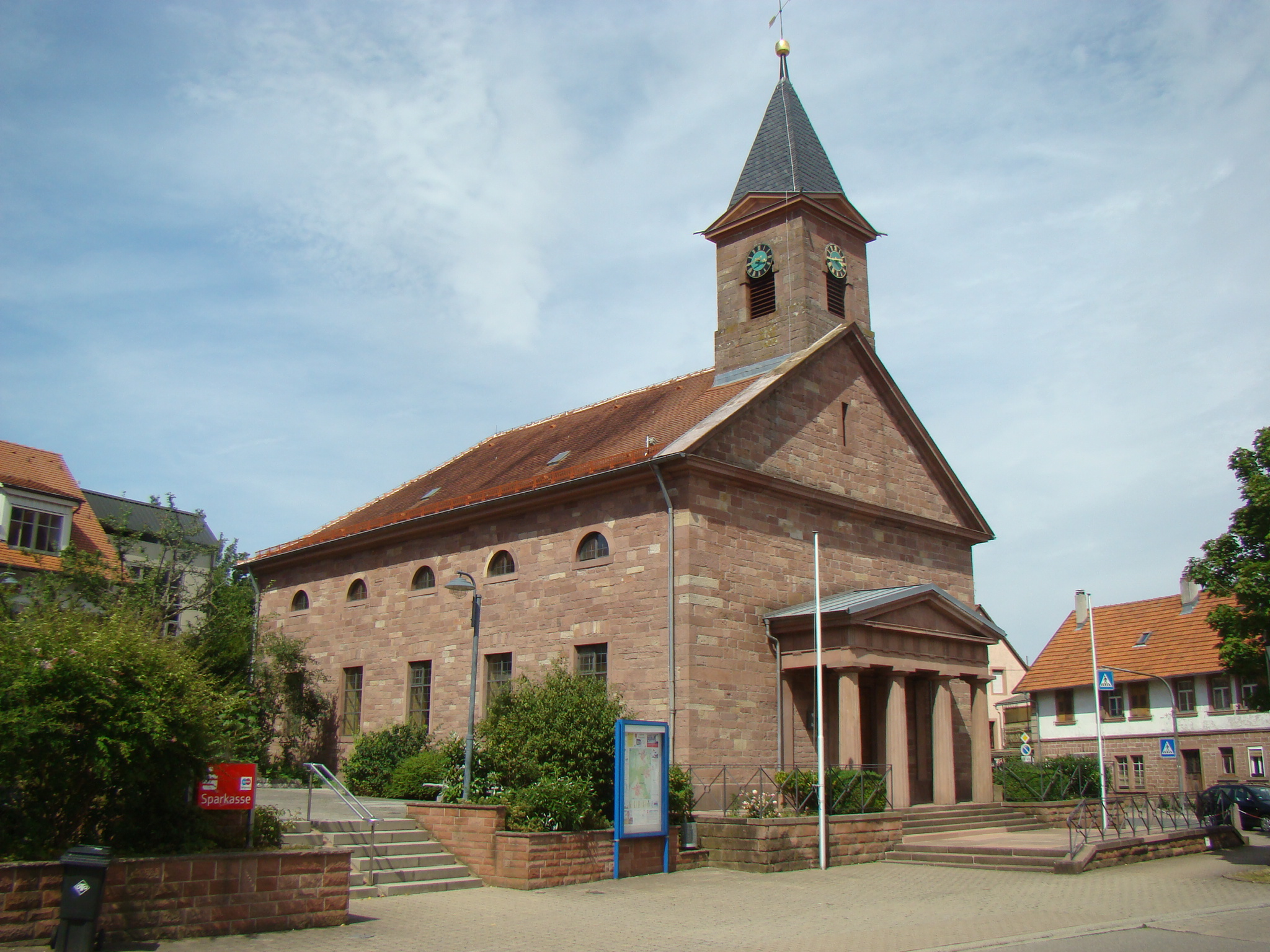
Evangelische Kirche in Fahrenbach

- Die römischen Klein-Kastelle Robern und Trienz am Odenwaldlimes nebst weiteren Relikten der römischen Vergangenheit im Bereich des Limes
- Die katholische Kirche St. Jakobus in Fahrenbach ist die älteste Kirche in der Gemeinde. An ihrer Stelle hat sich wohl schon um 1200 eine Kirche befunden. Auf eine sehr frühe Bauphase geht der Sockel des Turms der Kirche zurück. Das Kirchenschiff wurde mehrfach vergrößert, 1790 komplett erneuert und 1898/99 nochmals erweitert. Die Kirche wurde im 16. Jahrhundert reformiert, kam aber mit der Pfälzischen Kirchenteilung 1707 an die Katholiken. Sie war lange Zeit Filialkirche von Lohrbach, bevor 1903 eine eigene Pfarrei für Fahrenbach, Robern und Trienz errichtet wurde.
- Die Evangelische Kirche in Fahrenbach wurde 1830 im Weinbrenner-Stil erbaut, einer speziell in Baden vertretenen klassischen Form des Klassizismus. Reizvoll ist die Ausführung in rotem Sandstein sowie ein kleiner Portikus. Statt eines Kirchturmes belebt ein Dachreiter die Vorderseite des Langhauses.
- Die katholische Kirche St. Pius X. im Ortsteil Robern wurde 1956/58 erbaut.
- Die katholische Kirche St. Maria im Ortsteil Trienz wurde 1960 erbaut.
- Roberner See, See im Lauf des Seebachs südwestlich von Robern. Dort gab es früher einen Schwallweiher für die Holztrift.

## Persönlichkeiten

### Söhne und Töchter der Gemeinde
- Heinz Kappes (1893–1988), Pfarrer, Quäker und religiöser Sozialist